# Giovanni Stroppa
Giovanni Stroppa (24. leden 1968, Mulazzano, Itálie) je italský fotbalový trenér a bývalý fotbalový záložník. Od sezony 2023/24 vede italské Cremonese.
Trénoval juniory AC Milán a v roce 2012 začal trénovat nováčka Serie A, tým Delfino Pescara 1936, který převzal po Zdeňku Zemanovi, jenž odešel do AS Roma (pod Zemanem mimochodem hrával v US Foggia).
V prosinci roku 2012 byl Stroppa vyhozen pro špatné výsledky.

## Statistika
| Klub            | Sezóna  | Liga   | Liga | Pohár  | Pohár | LM či EL | LM či EL | celkem | celkem |
| Klub            | Sezóna  | Zápasy | Góly | Zápasy | Góly  | Zápasy   | Góly     | Zápasy | Góly   |
| --------------- | ------- | ------ | ---- | ------ | ----- | -------- | -------- | ------ | ------ |
| AC Monza        | 1987/88 | 34     | 2    | ?      | ?     | ?        | ?        | ?      | ?      |
| AC Monza        | 1988/89 | 37     | 3    | ?      | ?     | ?        | ?        | ?      | ?      |
| AC Milan        | 1989/90 | 17     | 2    | 7      | 0     | 5        | 1        | 30     | 3      |
| AC Milan        | 1990/91 | 18     | 0    | 7      | 0     | 0        | 0        | 27     | 1      |
| Lazio Řím       | 1991/92 | 30     | 4    | ?      | ?     | ?        | ?        | ?      | ?      |
| Lazio Řím       | 1992/93 | 20     | 1    | ?      | ?     | ?        | ?        | ?      | ?      |
| US Foggia       | 1993/94 | 30     | 8    | ?      | ?     | ?        | ?        | ?      | ?      |
| AC Milan        | 1994/95 | 19     | 3    | 2      | 1     | 7        | 1        | 28     | 5      |
| Udinese Calcio  | 1995/96 | 32     | 1    | ?      | ?     | ?        | ?        | ?      | ?      |
| Udinese Calcio  | 1996/97 | 14     | 2    | ?      | ?     | ?        | ?        | ?      | ?      |
| Piacenza Calcio | 1997/98 | 20     | 0    | ?      | ?     | ?        | ?        | ?      | ?      |
| Piacenza Calcio | 1998/99 | 30     | 2    | ?      | ?     | ?        | ?        | ?      | ?      |
| Piacenza Calcio | 1999/00 | 13     | 1    | ?      | ?     | ?        | ?        | ?      | ?      |
| Brescia Calcio  | 2000    | 17     | 4    | ?      | ?     | ?        | ?        | ?      | ?      |
| FC Janov        | 2000/01 | 37     | 2    | ?      | ?     | ?        | ?        | ?      | ?      |
| FC Janov        | 2001/02 | 23     | 3    | ?      | ?     | ?        | ?        | ?      | ?      |
| Alzano Virescit | 2002/03 | 25     | 5    | ?      | ?     | ?        | ?        | ?      | ?      |
| US Avellino     | 2003/04 | 33     | 1    | ?      | ?     | ?        | ?        | ?      | ?      |
| US Foggia       | 2004/05 | 9      | 1    | ?      | ?     | ?        | ?        | ?      | ?      |
| Celkově         | Celkově | 458    | 45   | ?      | ?     | ?        | ?        | ?      | ?      |

## Úspěchy

### Klubové
- 1× vítěz italského superpoháru (1994)
- 1× vítěz PMEZ (1989/90)
- 3× vítěz Superpoháru UEFA (1989, 1990, 1994)
- 2× vítěz Interkontinentálního poháru (1989, 1990)

### Reprezentační
- 1× na ME 21 (1990 – bronz)